# Robert Binswanger
Robert Binswanger (Tubinga, 1º maggio 1850 – Kreuzlingen, 6 dicembre 1910) è stato uno psichiatra svizzero.

## Vita
Figlio dello psichiatra tedesco Ludwig Binswanger (senior), ha frequentato il liceo a Costanza e Frauenfeld. Ha poi studiato medicina a Zurigo, Tubinga, Strasburgo e Basilea. Dopo aver lavorato come assistente medico a Strasburgo e Gottinga, è diventato direttore del sanatorio Bellevue di Kreuzlingen dopo la morte di suo padre. Ha ampliato la clinica nel tempo e le ha conferito una reputazione internazionale. Psichiatri di tutta Europa indirizzavano lì pazienti, come Josef Breuer di Vienna, che mandò in cura da Binswanger la famosa Anna O. (Bertha Pappenheim), la prima paziente ad essere trattata per mezzo della psicanalisi. Anche il banchiere tedesco Adelbert Delbrück, cofondatore della Deutsche Bank, è stato uno dei suoi pazienti.
Dopo la sua morte, la direzione dell'ospedale psichiatrico è stata assunta dal figlio Ludwig Binswanger.